# Elfriede Lohse-Wächtler
Elfriede Lohse-Wächtler, née le 4 décembre 1899 à Dresde et morte assassinée à 40 ans par les nazis le 31 juillet 1940 à Pirna, est une peintre avant-gardiste allemande.
Elle est exécutée dans le cadre du programme national-socialiste d'euthanasie (« Programme Aktion T4 ») dans l’établissement de soins thérapeutique de Pirna-Sonnenstein. Dans le lieu commémoratif de Pirna-Sonnenstein, une exposition permanente retrace depuis 2000 la vie et l'œuvre de l'artiste, en mémoire de son assassinat et de la destruction de ses tableaux.

## Biographie

### Formation
Issue de la bourgeoisie allemande, Elfriede Lohse-Wächtler grandit au domicile familial, mais le quitte dès 16 ans pour étudier de 1915 à 1918 à l'École supérieure des beaux-arts de Dresde ; elle fréquente tout d'abord la classe technique de mode, puis étudie le graphisme appliqué à partir de 1916. La jeune artiste s'exerce également en suivant de 1916 à 1919 des cours de peinture et de dessin à l'Académie d’Art de Dresde. Elle joint le groupe de la Dresdner Sezession en 1919, et est accueillie dans le cercle d’amis que forment Otto Dix, Otto Griebel et Conrad Felixmüller. C'est dans l'atelier de ce dernier qu'elle s'installe et s'efforce de gagner sa vie en vendant ses batiks, cartes postales et illustrations.

### Premières œuvres et internement
Elfriede Lohse-Wächtler épouse en juin 1921 le peintre et chanteur d'opéra Kurt Lohse, avec lequel elle emménage en 1922 à Görlitz puis à Hambourg en 1925. Malgré tout, le mariage n'est pas heureux et le couple se sépare de nombreuses fois au cours des années suivantes. Elfriede Lohse-Wächtler intègre la « Fédération des artistes et amis de l’art de Hambourg » en 1926, et parvient à participer à quelques expositions de la Nouvelle Objectivité en 1928. Un an plus tard (1929), Elfriede Lohse-Wächtler souffre de sa première dépression nerveuse, conséquence de difficultés financières et de ses problèmes conjugaux. Elle est internée à l’hôpital psychiatrique national de Hambourg-Friedrichsberg, où, durant les deux mois de sa convalescence, voient le jour les Friedrichsberger Köpfe, un groupe d'œuvres d'environ 60 dessins et pastels, principalement des portraits de patients de l'hôpital où elle séjourne.
Sa guérison et sa rupture définitive d'avec Kurt Lohse lui permettent par la suite de vivre une période créative, lors de laquelle elle peint de nombreux tableaux du port de Hambourg, du milieu ouvrier et de celui des prostituées, ainsi que des autoportraits, qualifiés d'« impitoyables ». Bien qu'elle prenne part à quelques expositions, vende quelques-unes de ses œuvres et bénéficie de petites bourses, elle vit dans une extrême misère.

### Nouvel internement et assassinat
Au milieu de l'année 1931, ses problèmes financiers aggravant sa santé mentale, Elfriede Lohse-Wächtler retourne au domicile parental à Dresde. Son père la fait interner en 1932 à l’établissement de soins thérapeutique d’Arnsdorf à la suite de la dégradation de son état. La schizophrénie est diagnostiquée. Elle trouve malgré tout encore la force de peindre des portraits et de travailler dans les arts appliqués durant les premières années (1932-1935) de sa convalescence. Elfriede Lohse-Wächtler est cependant mise sous tutelle à la suite de son divorce d'avec Kurt Lohse en 1935, pour cause d'« incurable maladie mentale ». Après avoir refusé de consentir à sa propre stérilisation, le départ jusqu'ici volontaire de l'hôpital lui est désormais refusé. Elle est, malgré son refus antérieur, soumise à la stérilisation forcée dans la clinique pour femmes de Dresde dans le cadre du programme d'eugénisme national-socialiste. Cette intervention met un terme définitif à ses forces créatrices. En 1937, ses tableaux réalisés à l'hôpital d'Arnsdorf sont jugés relevant de l'art dégénéré (Entartete Kunst) et détruits. Elfriede Lohse-Wächtler est déportée en 1940 dans l’établissement de soins thérapeutique de Pirna-Sonnenstein, et y est assassinée dans le cadre du programme national-socialiste d’euthanasie appelé « Programme Aktion T4 ».

## Œuvre
Sa période de production la plus créative correspond à celle de son séjour à Hambourg. Quelques-unes de ses œuvres principales y voient en effet le jour entre 1927 et 1931. Elle développe par ailleurs un nombre important d’études de têtes et de corps de malades mentaux, réalisées lors de son séjour à l’hôpital national de Hambourg-Friedrichsberg en 1929 et à l'établissement de soins thérapeutique d’Arnsdorf entre 1932-1935, et qui jouirent et jouissent d'un grand respect. Elle est alors membre de la « Fédération des artistes féminines et amies de l’art de Hambourg ». Neuf de ses œuvres sont confisquées de la galerie d'art de Hambourg et du musée d'Altona et probablement détruites, tout comme une grosse partie de ses dessins d'Arnsdorf, lors de l'action « art dégénéré » (Entartete Kunst).

## Redécouverte et réhabilitation de son œuvre
La réhabilitation de son œuvre a lieu en 1989 lors d’une présentation de celle-ci à Reinbek en Hambourg. En 1994, l'« association pour la promotion de l'œuvre d’Elfriede Lohse-Wächtler » est fondée. Avec la parution de la monographie Im Malstrom des Lebens versunken… - Elfriede Lohse-Wächtler de Georg Reinhardt en 1996, ainsi que l'ouverture d’expositions, entre autres à Dresde, Hamburg-Altona et Aschaffenbourg, la réception de l'œuvre artistique et la reconnaissance du destin de la peintre oubliée commencent à s'étendre. En 1999, une stèle lui est dédiée dans l’hôpital saxon d’Arnsdorf et l'un des bâtiments de l'établissement est inauguré à son nom. À Pirna-Sonnenstein une rue est dédiée à la peintre Elfriede Lohse-Wächtler en 2005. Depuis février 2008, une rue d'Arnsdorf porte également son nom, tout comme sur le site de l'ancien hôpital de Friedrichsberg à Hambourg-Barmbek-Sud.

## Sélection de toiles d'Elfriede Lohse-Wächtler

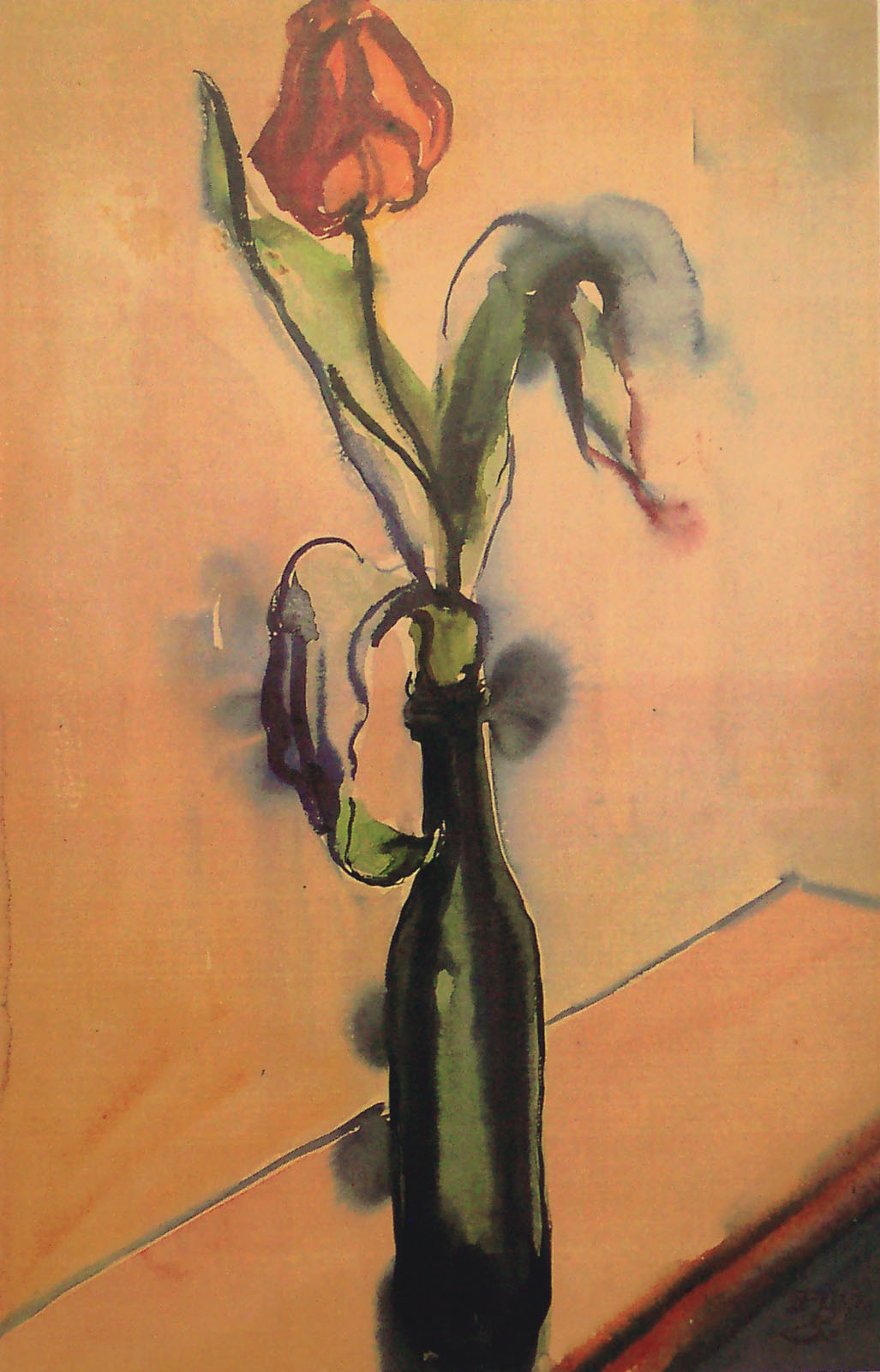
Bouquet de fleurs, 1931, aquarelle sur crayon.
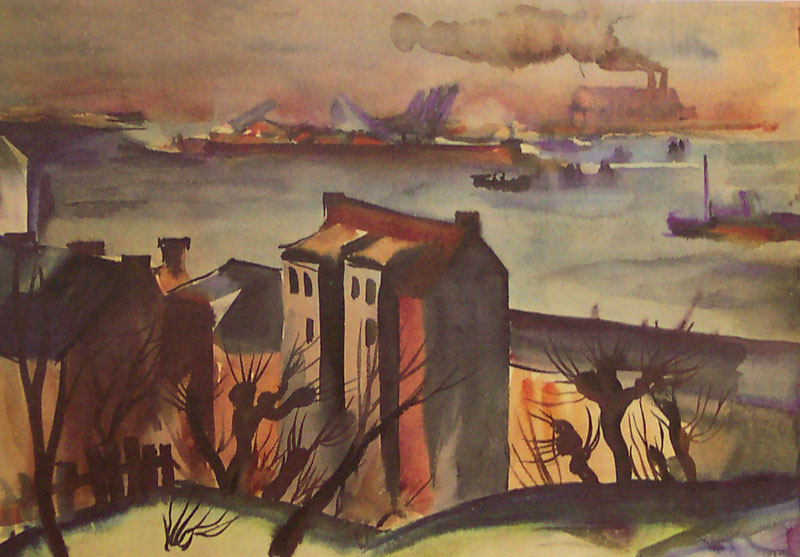
Vue sur le port, vers 1929, aquarelle.
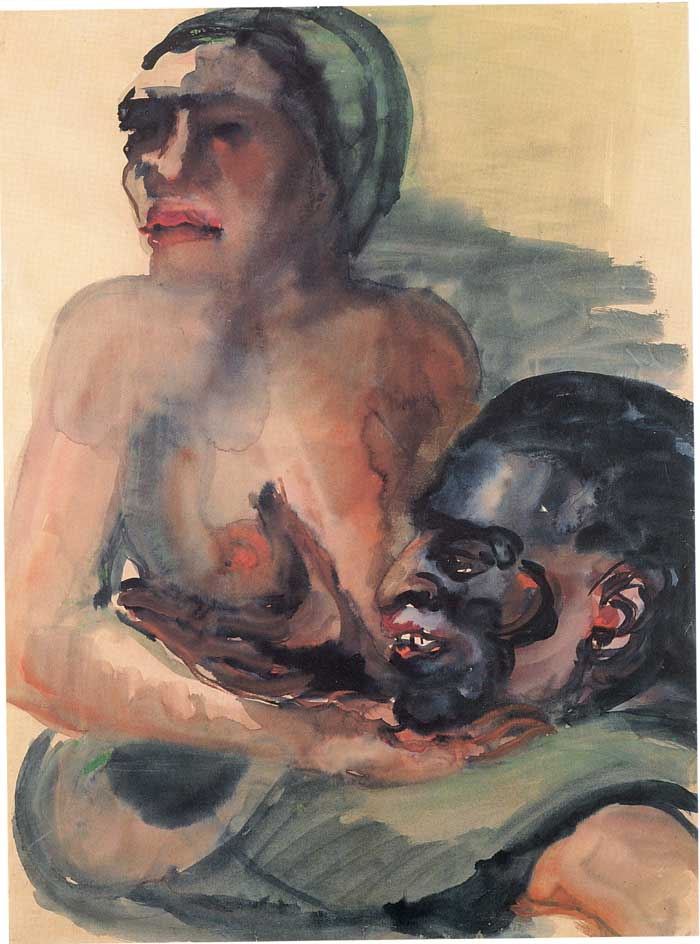
Couple d'amoureux Lohse, vers 1930.
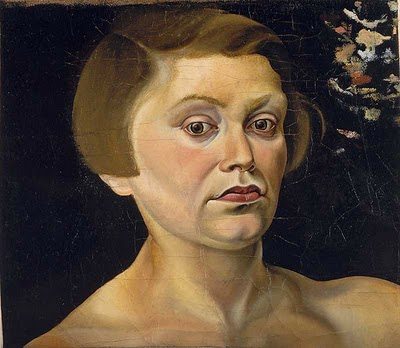
Autoportrait, vers 1930.
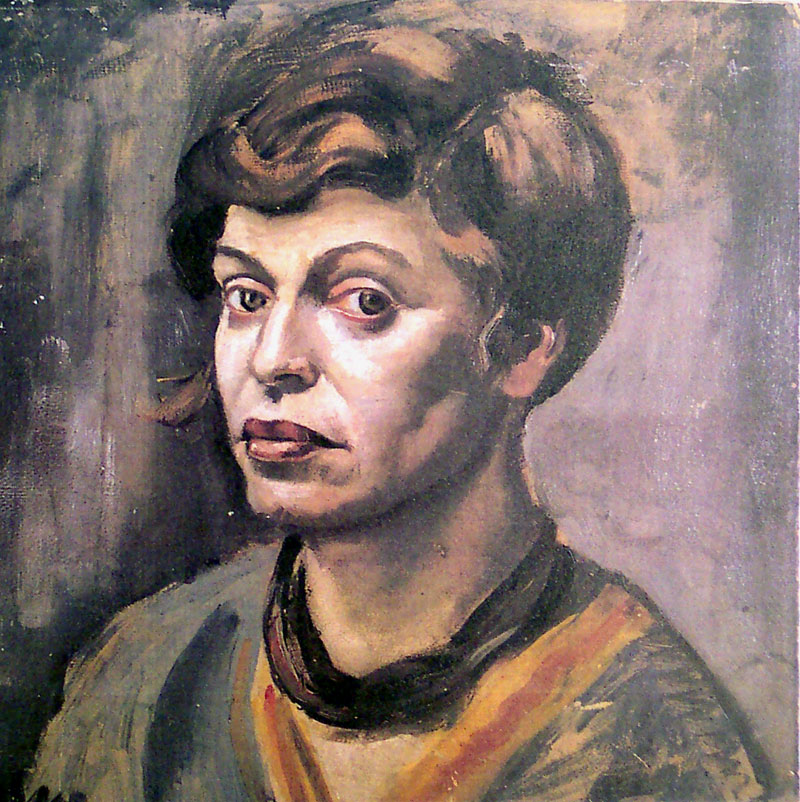
Autoportrait, vers 1930.

## Expositions
Quelques-unes des expositions rétrospectives sur Elfriede Lohse-Wächtler :
- 1991 : Château de Reinbek, Hambourg
- 1997 : Galerie Finckenstein, Dresde
- 1999 : Musée municipal de Dresde, Musée d'Altona à Hambourg et Galerie municipale de la ville d'Aschaffenbourg
- 2002 : Galerie Kunsthandel & Édition Fischer, Berlin
- 2003 : Musée municipal de Pirna
- 2004 : Collection Prinzhorn, Heidelberg
- 2005 : Délégation de l'État libre de Saxe à Berlin
- 2006 : Au Musée d'art de Hambourg ont été exposées quelques œuvres d'Elfriede Lohse-Wächtler dans le cadre de l'exposition Femmes artistes dans l'avant-garde (II), Hambourg 1890-1933. Avec le tableau « Lissy » de l'année 1931 était à voir, entre autres, l'une des œuvres les plus célèbres de l'artiste. « Die Blumenalte » (« La Vieille aux Fleurs ») était par ailleurs depuis un certain temps à nouveau exposée. L'exposition était consacrée au rôle des femmes dans la Sécession de Hambourg (Hamburger Sezession)
- 2008-2009 : Zeppelin Museum, Friedrichshafen/Bodensee und Paula Modersohn-Becker Museum, Brême : importante exposition sur la vie et l'œuvre de la peintre : « Elfriede Lohse-Wächtler. 1899-1940 », comptant une centaine de ses œuvres